# ابوشجاع بویه
بویهٔ دیلمی مُکَنّیٰ به ابوشجاع فرزند پناه‌خسرو [جلیل] یک دیلمی بود که در نیمهٔ دوم قرن سوم هجری در گیلان زندگی می‌کرد و گویا شغل ماهی‌گیری داشت. او نسب خود را به شاهان گذشتهٔ ایران به ویژه یزدگرد سوم می‌رساند. فرزندان او علی، حسن و احمد سلسلهٔ آل بویه را پی‌ریزی کردند
گویند به خاطر اینکه فرزندان برومند و شجاعی داشت به او لقب ابوشجاع دادند و او در هوسم (رودسر) زندگی می‌کرد. خاندان بویه در گسترش تشیع در ایران نقش مهمی داشتند.